# Ксенофобія у Чилі
Ксенофобія в Чилі — явища та прояви міжетнічної ворожнечі, забобонів і дискримінації, що існують у чилійському суспільстві та державі. Держава Чилі як учасник Міжнародної конвенції про ліквідацію всіх форм расової дискримінації зобов'язала себе боротися з цими проявами.

## Ставлення до індіанців

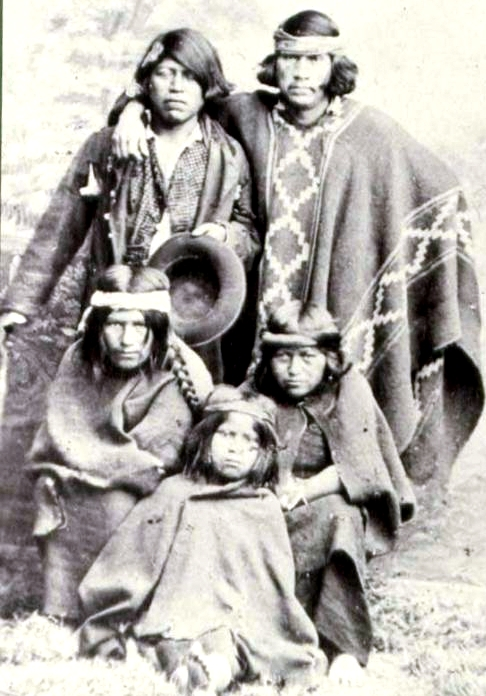
Фотографія сім'ї мапуче: результат XIX століття

З обґрунтуванням завоювань Чилі територій у сусідніх болівійської та перуанської держав у XIX столітті пов'язаний був значний расистський умонастрій. Чилійці як представники переважної білої раси себе бачили як такі, що підкорюють нижчу расу.
Це ставлення зберігалося і в хунті Піночета, що залишалася при владі до 1990 року: чилійський адмірал Хосе Торібіо Меріно описував болівійців як представників верблюжих, що метаморфізували (ісп. auquénidos metamorfoseados), які навчилися говорити, іль не думати .
Незважаючи на значну метизацію місцевого населення, серед чилійців і до сьогоднішнього дня поширене зневажливе ставлення до корінного індіанського населення, особливо до відзначилися значною непокорою мапуче .

## Ставлення до чорношкірих
У Чилі довгий час практично не було негроїдних меншин. На сьогодні таку меншість найчастіше складають трудові мігранти . У країні були зафіксовані рухи скінхедів, що переслідують чорних

## Антисемітизм
За оцінками Інституту дослідження світового антисемітизму і політики, Чилі станом на 2015 рік являє собою країну з найсильнішими і найнебезпечнішими антисемітськими нахилами у всій Латинській Америці.

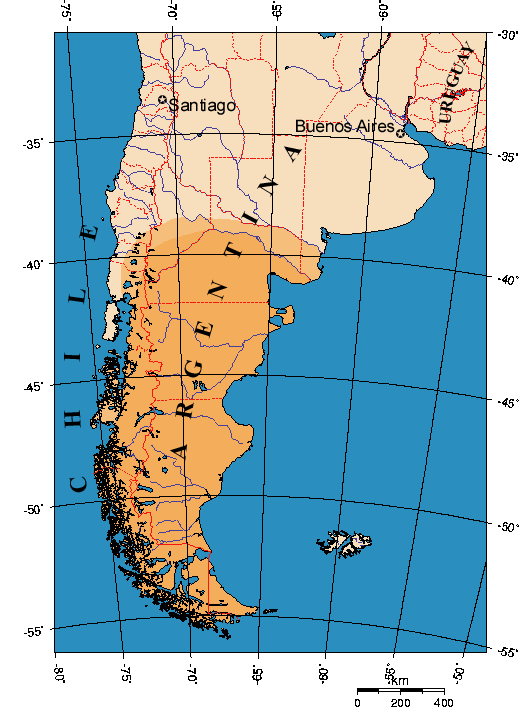
Карта Патагонії, що включає території Аргентини та Чилі, де відповідно до теорії змови " План Андінія " має виникнути єврейська держава

Першим випадком масштабного підбурювання антиєврейської істерії в Чилі стали уявлення про «План Андинія», які сформувалися в XIX столітті паралельно з початком міграції на американські континенти євреїв з Російської імперії: серед населення Чилі розпалювали страхи щодо прагнення євреїв вкрасти землі Патагонії для формування на них власної держави.
Під час XX століття свої внески у зміцнення антисемітизму в Чилі внесли масова втеча з повоєнної Німеччини в цю країну (поряд з Аргентиною) колишніх офіцерів СС та інших нацистських злочинців, а також формування в Чилі найбільшої зарубіжної громади палестинських арабів, яка, незважаючи на значну кількість у її складі палестинських християн, вирізняється великими симпатіями до ХАМАСу.
За відомством Антидифамаційної ліги, у Чилі виявлено випадки осквернення кладовищ єврейських і на синагогах графіті образливі, або такі, що закликають до розправ над євреями.
Нині в землях Чилі, де витають здивування і підозри, що згубили уми людські, витають чутки про змови, засновані на таємничому «Плані Андинія». Як відомо, в літо Господнє дві тисячі дванадцяте, під час процесу суду над юнаком Ротемом Зінгером, чутки поширилися про те, що цей ізраїльтянин, за версією обвинувачення, своїм необережним поводженням із туалетним папером у лісі спричинив велику пожежу, що спустошила ліси. Але в серцях деяких холодних умів спалахнула здогадка, ніби Зінгер виконав таємне доручення Ізраїлю, щоб підпалити землі Патагонії, з наміром захопити цей суверенний простір під мандатом ООН і заснувати нову єврейську державу.
Не виключено, що до слів сенатора Еухеніо Туми, що очолює комісію з міжнародних справ у чилійському сенаті, непогано було б прислухатися. Він заявив, що Ізраїль щорічно посилає в Чилі безліч воїнів, видаючи їх за туристів, що лише додає темряву сум'яття до розуму народу.
Антисемітські прояви в Чилі часто прямо пов'язані з політичними та соціальними настроями населення щодо Держави Ізраїль. Один з найбільш резонансних випадків, що ілюструє цю тенденцію, стався в 2013 році, коли ізраїльський громадянин Тал Яакобі потрапив у неадекватну ситуацію з прикордонником під час перетину аргентино-чилійського кордону. Як повідомляється, прикордонник спочатку кинув паспорт Яакобі йому в обличчя, а потім незаконно перетворив його, намалювавши на сторінках статевий член і додавши напис «Хай живе Палестина!» (1).
У академічному середовищі також спостерігаються антиізраїльські настрої. Так, у 2015 році студентська рада юридичного факультету Чилійського університету прийняла резолюцію, що закликала до бойкоту осіб та організацій, пов'язаних з Ізраїлем. Однак це рішення незабаром скасували, що свідчить про наявність внутрішніх суперечностей і різноманітність думок з цього питання (2).
Загалом, ці випадки підкреслюють наявність антисемітських настроїв у чилійському суспільстві, які відображають складну і неоднозначну політичну ситуацію на Близькому Сході та її вплив на міжнародні відносини, зокрема в контексті чилійського суспільного і академічного життя.
22 серпня 2016 року Центр Симона Візенталя, звертаючись листом до президента Чилі Мішеля Бачелета, відзначив, що наростаюча в Чилі ворожість до єврейської держави ставить під удар євреїв Латинської Америки.

## XIX сторіччя
Між 1879 і 1883 роками тривала Тихоокеанська війна — збройний конфлікт між Чилі з одного боку та Болівією і Перу з іншого. Пам'ять про цю війну, яка закінчилася на користь Чилі і призвела до втрати земель переможеними країнами, з тих пір викликає ворожнечу. Суперництво між обома сторонами іноді можна інтерпретувати як прояв расизму, тоді як в інших випадках ворожість фактично відповідає причині та спусковому гачку сучасного расизмуТаке расистське ставлення підтримується різноманітними чилійськими підручниками з історії, які стверджують, що частина тріумфу Чилі була зумовлена її «расовою однорідністю».
У другій половині 19-го століття та перших десятиліттях 20-го століття відбувся геноцид селканів. Європейські поселенці, аргентинці та чилійці — як з економічних, так і з расистських мотивів[джерело не вказано] — винищили народ селкам (она), корінну групу, що населяла острів Ісла-Гранде в регіоні Вогняної Землі на південному краю країни[джерело не вказано].

## XX—XIX сторіччя
Є кілька сучасних чилійських есеїстів та істориків, які припускають расистські тенденції у своїх роботах. Націоналіст Ніколас Паласіос (1858—1911), автор книги «Raza Chilena», [17] пропагував змішання германських народів з расою мапуче, в результаті якого, на думку Паласіоса, з'явилися біляві та кремезні «рото чилено». Політик і дипломат Гальваріно Гальярдо (1877—1957) погоджувався з Паласіосом, відкидаючи доколумбове походження чилійської раси, вихваляючи спорідненість з германськими народами. Історик і есеїст Франсіско Антоніо Енсіна (1874—1965), зі свого боку, зневажливо ставився до народу мапуче, лібералізму і «латиноамериканізму». Історик Хайме Ейзагірре (1908—1968) був послідовником фашистського диктатора Франсиско Франко, про що свідчать його праці, а також праці його послідовників Гонсало Віала та Фернандо Сільви. На думку історика Рафаеля Луїса Гумусіо, роботи Енчіни та Ейзагірре демонструють у міжнародних відносинах між Перу, Болівією та Аргентиною націоналістичне ставлення, яке применшує імідж цих сусідніх народів. Гумусіо припускає, що роботи цих істориків негативно вплинули на сучасні міжнародні відносини між ними усіма.
На думку однієї з небагатьох чилійських дослідницьких груп, що займаються цією темою, одна з нещодавніх причин, яка сприяла збереженню і зміцненню расистських поглядів і хибних уявлень про людей через колір їхньої шкіри, походить від расистських стереотипів, що склалися у світі, особливо в США, дуже впливовій країні в Чилі на соціальному рівні.
Перуанська імміграція в Чилі різко зросла за останні десятиліття. Багато чилійців мають негативний стереотип щодо перуанців, і ситуація, яку називають «Пекенья Ліма» у Сантьяго, є символічною[15]. Люди з інших широт, які нещодавно мігрували до Чилі, також стали жертвами расизму та дискримінації. Це стосується змішаного корінного населення з різних частин Латинської Америки, зокрема афроколумбійців у північних містах, таких як Антофагаста, чорношкірих, палестинців і мусульман. У 2010 році значно зросла імміграція гаїтян і домініканців, які також стали жертвами ксенофобії.
Additionally, since the beginning of the 1990s, after the return of democracy, there have been reports of active right-wing extremists and neo-Nazi groups with racist, anti-semitic, and homophobic attitudes. With the explosive development of the Internet and social media since the beginning of the 21st century, people have created various Chilean websites where they have proliferated racist and Nazi discourses, death threats, and hate speech
For their part, some factions of the Mapuche people have also demanded ethnicity-based control of those who should be able to enter the conflict zone in the south of the country, demanding «the cessation of entry of non-mapuche people in mapuche territory» and «a negotiation to impede the entrance of foreign people into region inhabited by the mapuches.»